# راجه من سینگ
راجا من سینگ اول (۲۱ دسامبر 1550 – ۶ ژوئیه ۱۶۱۴) بیست و چهارمین مهاراجه پادشاهی آمبر از ۱۵۸۹ تا ۱۶۱۴ بود. او همچنین از سال ۱۵۸۷ تا ۱۵۹۴ به عنوان صوبه‌دار ولایت بیهار شده، سپس برای سه دوره صوبه‌دار بنگال از ۱۵۹۵ تا ۱۶۰۶ و صوبه‌دار کابل از ۱۵۸۵ تا ۱۵۸۶ بود. او در ارتش زمان امپراتور اکبر شاه خدمت کرد. من سینگ شصت و هفت نبرد مهم را در کابل، بلخ، بخارا، بنگال و مرکز و جنوب هند انجام داد. او با تاکتیک‌های جنگی راجپوت‌ها و گورکانیان به خوبی آشنا بود. او را معمولاً یکی از ناواراتن‌ها یا نه (ناوا) گوهر (راتنا) دربار سلطنتی اکبر می‌دانند.